# Eurydice kensleyi
Eurydice kensleyi är en kräftdjursart som beskrevs av Bruce och Soares 1996. Eurydice kensleyi ingår i släktet Eurydice och familjen Cirolanidae. Inga underarter finns listade i Catalogue of Life.